# بارتولوميو غرانت
بارتولوميو غرانت (بالإنجليزية: Bartholomew Grant)‏ (13 أغسطس 1876 بملبورن في أستراليا - ) هو لاعب كريكت أسترالي. لعب مع فريق فكتوريا للكريكت.

## وصلات خارجية
- بارتولوميو غرانت على موقع إي آس بي آن كريك إنفو (الإنجليزية)